# میلوود (واشینگتن)
میلوود، واشینگتن (به انگلیسی: Millwood, Washington) یک شهر در ایالات متحده آمریکا است که در شهرستان اسپوکن، واشینگتن واقع شده‌است.

## خصوصیات
میلوود ۱٫۸۹ کیلومترمربع مساحت و ۱٬۷۸۶ نفر جمعیت دارد و ۶۰۱ متر بالاتر از سطح دریا واقع شده‌است.